# Charles W. Mills
Charles Wade Mills (3 de enero de 1951 - 20 de septiembre de 2021) fue un filósofo jamaicano, profesor en el Graduate Center, CUNY, y también en la Northwestern University. Nacido en Londres, Mills creció en Jamaica y al final de su vida obtuvo la nacionalidad estadounidense. Estudió en la Universidad de las Indias Occidentales y en la Universidad de Toronto.

## Vida y educación
Charles Wade Mills nació el 3 de enero de 1951 en Londres, Inglaterra, hijo de Winnifred y Gladstone Mills .   Sus padres eran estudiantes de posgrado en Londres y se mudaron a Kingston, Jamaica, al poco tiempo de que él naciera.  Creció en Kingston.  
Mills obtuvo inicilmante una Licenciatura en Física en la Universidad de las Indias Occidentales en 1971 y una maestría y un doctorado en Filosofía de la Universidad de Toronto en 1976 y 1985, respectivamente.  La disertación de su tesis se tituló El concepto de ideología en el pensamiento de Marx y Engels .  Inicialmente, respaldó el materialismo histórico hasta la década de 1990.  Mientras estaba en la Universidad de Toronto, Mills ayudó al proceso de creación de un sindicato de los asistentes docentes. 

## Carrera académica
Mills enseñó Física en Kingston entre 1971 y 1973 en la Facultad de Artes, Ciencias y Tecnología, y de 1976 a 1977 en Campion College. Posteriormente enseñó Filosofía en la Universidad de Oklahoma (1987–1990) y la Universidad de Illinois en Chicago (1990–2007), donde obtuvo el cargo de Profesor Distinguido de la UIC. 
Mills fue Profesor John Evans de la cátedra de Filosofía Moral e Intelectual en la Universidad Northwestern. Posteriormente fue designado con el cargo de Profesor Distinguido en el Graduate Center, CUNY, en agosto de 2016.    También fue elegido integrante de la Academia Estadounidense de Artes y Ciencias en 2017.  Dio las Conferencias Tanner sobre Valores Humanos en 2020. 

## Puntos de vista
A lo largo de su carrera, Mills publicó seis libros y más de cien artículos. Shannon Sullivan sostiene que toda la obra de este filósofo puede entenderse a partir del concepto de smadditizin. Este término lo utilizó Mills en el título de un artículo de 1997. Sullivan, citando a Mills, describe la smadditizin como "la lucha por que se reconozca el propio carácter de persona" [el énfasis está en el original]. Ella sostiene que, sin importar si estaba sosteniendo posturas marxistas, el radicalismo negro o el liberalismo racial, el trabajo de Mills se opuso al no reconocimiento de las personas.  Según un obituario publicado en CBC News, Mills es considerado un pionero en la teoría crítica de la raza y la filosofía de la raza. El filósofo Christopher Lebron lo describió en el periódico La Nación como un "Sócrates negro". 
El libro de Mills más conocido The Racial Contract [El contrato racial] (1997) ganó el premio Gustavus Myers al libro destacado por el estudio de la intolerancia y los derechos humanos en América del Norte. En este libro postula que el contrato social es en realidad un contrato basado en la dominación blanca. Según Jamelle Bouie, el texto afirma que las "teorías contractualistas clásicas", como las de filósofos clásicos como Thomas Hobbes, John Locke, Jean-Jacques Rousseau e Immanuel Kant "se construyeron sobre un supuesto de dominación racial blanca, una contrato, por así decirlo". 
Más adelante en su carrera, según Tommie Shelby, colega de años, con quien polemizó en varias ocasiones y autor del prólogo de The racial contract, Mills lanzó una crítica sostenida de la teoría contractualista de la justicia de John Rawls, dominante en el campo de la filosofía política estadounidense. Shelby apunta que Mills rechazó el giro rawlsiano hacia la teoría ideal en el campo de la filosofía política en favor de un enfoque que debe tener presente especialmente las realidades de opresión.  Sin embargo, Mills llegó a respaldar una versión del liberalismo en Black Rights/White Wrongs: The Critique of Racial Liberalism, sugiriendo que es posible a partir del liberalismo el desmantelamiento de las jerarquías sociales.  En un artículo donde analiza Black Rights/White Wrongs en el periódico Polítical Theory Ainsley LeSure postula que "[a]unque [Mills] reconoce que la justicia racial no necesita realizarse a través de la tradición liberal, afirma que sí se puede lograr". 

## Vida personal
Mills es una persona que ha sido descrita como "afrocaribeño",  "caribeño",   y "jamaiquino".  A su vez, se describió a sí mismo como "caribeño-estadounidense". 
En una publicación del año 2014, Mills dijo: "Yo era ciudadano de un pequeño país del Tercer Mundo, Jamaica, que debía su existencia a (...) fuerzas internacionales opresivas".  En octubre de 2020 Mills consiguió la ciudadanía estadounidense. 
Mills fue diagnostricado con cáncer metastásico en el mes de mayo de 2021.  Murió de cáncer en Evanston, Illinois, el 20 de septiembre de 2021. 

## Libros
- Mills, Charles W. (27 de enero de 2014). The Racial Contract. Cornell University Press. ISBN 978-0-8014-7135-3. doi:10.7591/9780801471353.[26][27][28]Edición en español digital
- Mills, Charles W. (18 de diciembre de 2015). Blackness Visible: Essays on Philosophy and Race. Cornell University Press. ISBN 978-1-5017-0295-2. doi:10.7591/9781501702952.[29]
- From Class to Race: Essays in White Marxism and Black Radicalism. Rowman & Littlefield. 2003. ISBN 0-7425-1301-7. OCLC 52216116.[30][31]
- Mills; Sample, eds. (2004). Philosophy: The Big Questions. Blackwell. ISBN 1-4051-0828-2. OCLC 52386246.
- Mills, Charles W.; Pateman, Carole (2013). The Contract and Domination. Polity. ISBN 978-0-7456-3621-4. OCLC 843202341.[32]
- Radical Theory, Caribbean Reality: Race, Class and Social Domination. University of the West Indies Press. 2010. ISBN 978-1-4619-0675-9. OCLC 759207752.[33]
- Mills, Charles W. (25 de mayo de 2017). Black Rights/White Wrongs: The Critique of Racial Liberalism. Oxford University Press. ISBN 978-0-19-024541-2. doi:10.1093/acprof:oso/9780190245412.001.0001.[18][19][34]